# Porto Torres
Porto Torres (sardinsky: Posthudòrra, Portu Tùrre, Poltu Tùrri) je italská obec (comune) v provincii Sassari v regionu Sardinie. Nachází se ve výšce 5 metrů nad mořem a má přibližně 21 tisíc obyvatel. Rozloha obce je 104,41 km².